# Muskrat v. United States
Die Entscheidung im Fall Muskrat v. United States war ein bedeutendes staatsrechtliches Urteil des Obersten Gerichtshofs der Vereinigten Staaten, in dem es eine allgemeine Kompetenz zur Prüfung von Gesetzen auf ihre Verfassungsmäßigkeit außerhalb eines konkreten Rechtsstreits ablehnte.

## Hintergrund
Am 1. Juli 1902 verabschiedete der Kongress der Vereinigten Staaten ein Gesetz, das die Landverteilung innerhalb der Nation der Cherokee festlegte. Um die Verfassungsmäßigkeit des Gesetzes zu prüfen, beschloss der Kongress 1907 in einem Haushaltsgesetz, den Cherokee finanzielle Mittel zur Erstattung von Anwaltskosten und Gerichtsgebühren bereitzustellen. Damit sollte die Möglichkeit gegeben werden, ein Verfahren vor dem United States Court of Claims mit anschließender Berufung zum Obersten Gerichtshof einzuleiten. Infolge dieses Gesetzes reichten mehrere Personen Klagen ein, darunter David Muskrat und J. Henry Dick, die sich gegen die Aufteilung des Landes aussprachen, sowie William Brown und Levi B. Gritts, die sich gegen ein Verkaufsverbot einsetzten.

## Entscheidung
Das Gericht entschied einstimmig, dass es für Verfahren dieser Art keine Zuständigkeit besitzt. Richter William R. Day verwies in der von ihm verfassten Urteilsbegründung auf den dritten Artikel der Verfassung der Vereinigten Staaten, der die Rechtsprechungskompetenz des Gerichtshofs auf konkrete Rechtsstreitigkeiten beschränkt. Obwohl die Vereinigten Staaten in dem Verfahren als Beklagter auftreten, waren die Interessen der beiden Streitparteien nicht gegensätzlich und damit nicht wirklich strittig. Vielmehr war das Ziel des Verfahrens, die Meinung des Gerichts bezüglich der Verfassungsmäßigkeit des Gesetzes ähnlich einer abstrakten Normenkontrolle zu erhalten, ohne dass das Ergebnis in diesem Fall konkrete rechtliche Folgen gehabt hätte. Da die Verfassung eine solche Kompetenz nicht vorsieht, muss der Fall zurückgewiesen werden.